# Рённлунд, Ассар
Бернт Ассар Рённлунд (швед. Bernt Assar Rönnlund; 3 сентября 1935, Севар, коммуна Умео, лен Вестерботтен, Швеция — 5 января 2011, Умео) — шведский лыжник, олимпийский чемпион зимних Игр в Инсбруке (1964 — в эстафете 4 × 10 км), двукратный серебряный призёр Олимпийских игр — 1964 в гонке на 50 км (серебро) и в Гренобле (1968 — в эстафете 4 × 10 км) (также серебро).
Наибольшего успеха спортсмен достиг на чемпионате мира по лыжным гонка в Закопане (1962), где он завоевал две золотые (15 км и эстафета 4 × 10 км) и серебряную (50 км) медали. За эти достижения он был награждён ежегодной спортивной наградой Svenska Dagbladet Gold Medal.
Внёс решающий вклад в победу шведской эстафетной команды на зимних Играх (1964) в Инсбруке, выведя её с четвертого на первое место. Также завоевал серебряную медаль в марафоне на 50 км. Через четыре года на зимней Олимпиаде в Гренобле (1968) стал вторым в эстафете 4x10 км.
В 1967 году выиграл супермарафон Васалоппет.
После завершения спортивной карьеры работал комментатором на Шведском радио.
Был женат на шведской лыжнице, двукратной олимпийской чемпионке Гренобля (1968) Тойни Густафссон.